# Рафн, Герхард
Герхард Кристиан Рафн (дат. Gerhard Kristian Rafn; 24 марта 1891, Копенгаген — 20 августа 1941, Хёрсхольм) — датский скрипач.
Известен преимущественно как камерный исполнитель и ансамблист. На всём протяжении 1920-х гг. играл вторую скрипку в Копенгагенском струнном квартете Гунны Бройнинг-Сторм (музыкантам квартета посвящён струнный квартет Op. 44 Карла Нильсена). C 1926 г. вместе с виолончелистом Паулусом Бахе выступал также в составе фортепианного трио Вальтера Майер-Радона. Затем создал собственный струнный квартет. Первый исполнитель ряда произведений датских композиторов, в том числе Струнного трио и Allegro sostenuto для скрипки и фортепиано Вагна Хольмбоэ (оба 1931), квартета Руда Ланггора (1938).
Первым браком (1923—1929) был женат на датской скрипачке Герде фон Бюлов, вторым — на актрисе Беатрисе Боннесен. Сын от второго брака — флейтист Эйвинн Рафн.